# Joseph Silbernik
Joseph Silbernik (Lituania, 1850 – New York, 30 agosto 1925) è stato un esperantista e compositore statunitense, fratello di Klara Zamenhof e cognato di L. L. Zamenhof.

## Biografia
Figlio di Aleksandr Silbernik e di Goda Mejerovna, Joseph Silbernik emigrò negli Stati Uniti nel 1874. Nel 1882 divenne cittadino statunitense e poi lavorò come compositore. Negli anni successivi svolse la professione di interprete giudiziario. Per molti anni è stato delegato dell'UEA e attivo esperantista. 
Nel 1925 decise di partecipare al Congresso universale di esperanto a Ginevra, nonostante l'opinione contraria dei medici, per incontrare i membri della sua famiglia. Tre giorni dopo il ritorno negli Stati Uniti, il 30 agosto 1925, morì. 

## Galleria d'immagini

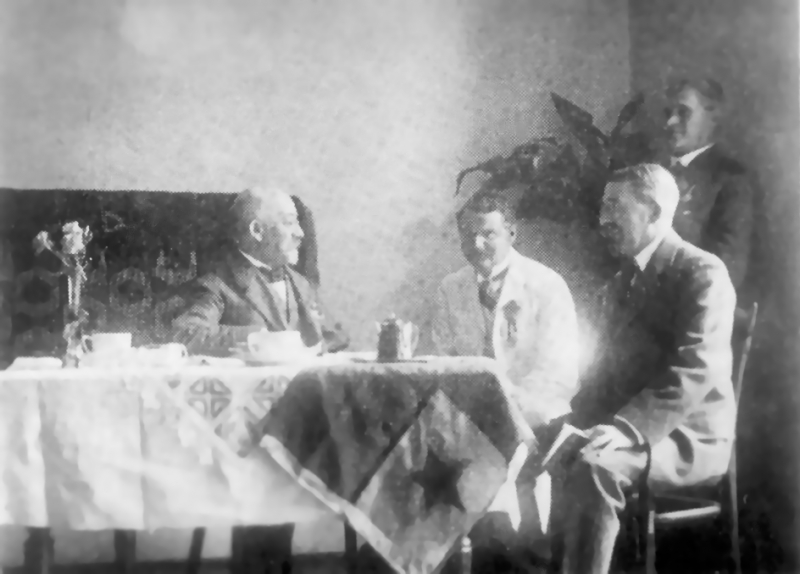
Foto del 1912, da sinistra: L. L. Zamenhof, Harold Bolingbroke Mudie, Maurice Rollet de L'Isle e Joseph Silbernik.
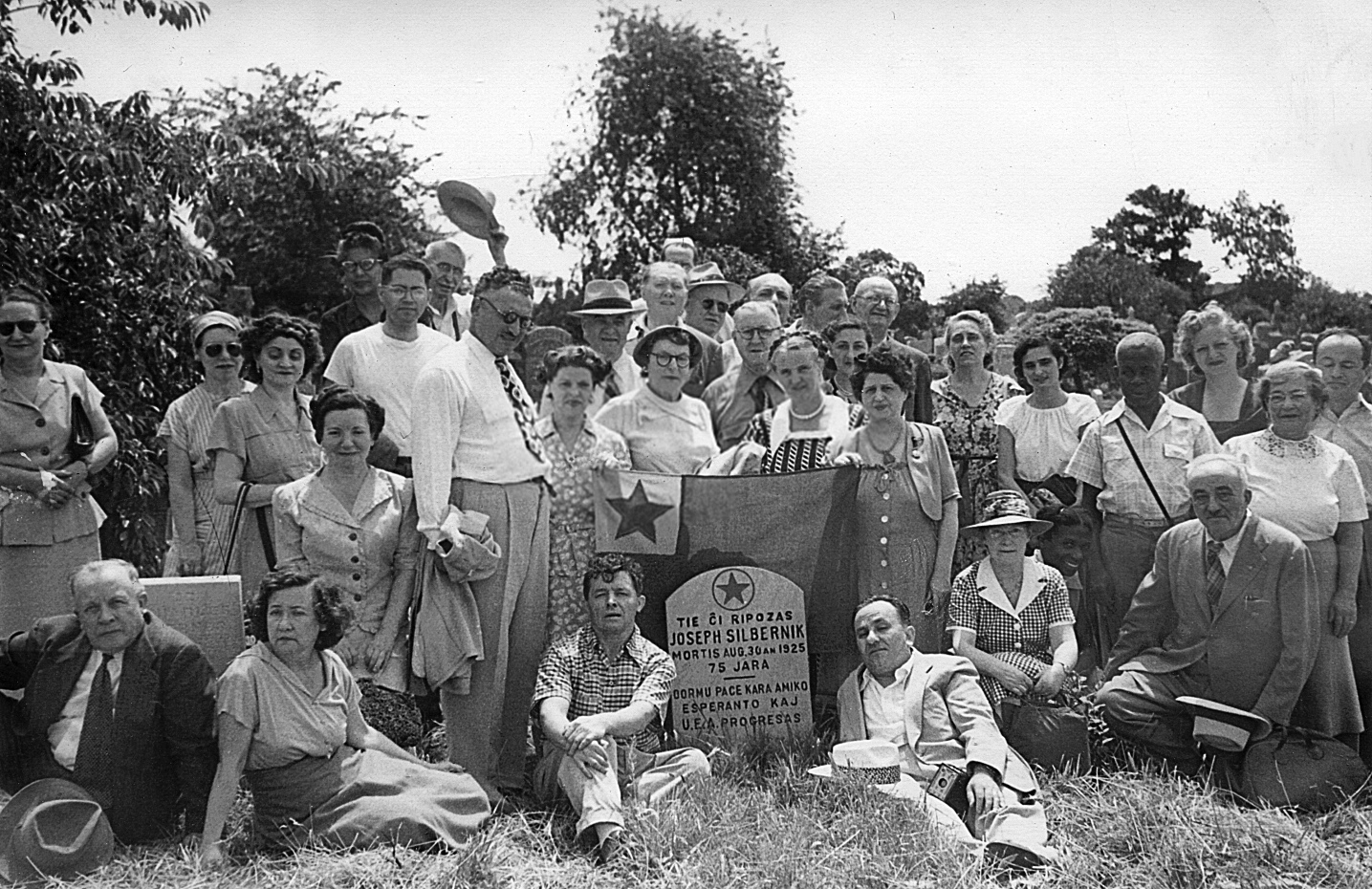
Esperantisti sulla tomba di Silbernik, anni '50.